# Лапаевка (Ульяновская область)
Лапаевка — деревня Павловском районе Ульяновской области. Входит в состав Пичеурского сельского поселения.

## География
Находится на расстоянии примерно 15 километров по прямой на север от районного центра поселка Павловка.

## История
В 1926 году в селе было 155 хозяйств, а население составляло 850 человек. 

## Население
Население составляло 116 человек в 2002 году (русские 94%), 84 по переписи 2010 года.